# Platylesches
Platylesches is een Afrotropisch geslacht van vlinders van de familie van de dikkopjes (Hesperiidae), van de onderfamilie van de Hesperiinae. Dit geslacht is voor het eerst wetenschappelijk beschreven door William Jacob Holland in een publicatie uit 1896.

## Soorten
- P. affinissima Strand, 1921
- P. ayresii (Trimen, 1889)
- P. batangae (Holland, 1894)
- P. chamaeleon (Mabille, 1891)
- P. dolomitica Henning & Henning, 1997
- P. fosta Evans, 1937
- P. galesa (Hewitson, 1877)
- P. hassani Collins & Larsen, 2008
- P. heathi Collins & Larsen, 2008
- P. iva Evans, 1937
- P. lamba Neave, 1910
- P. langa Evans, 1937
- P. larseni Kielland, 1992
- P. morigambia Larsen, 2013
- P. moritili (Wallengren, 1857)
- P. neba (Hewitson, 1877)
- P. panga Evans, 1937
- P. picanini (Holland, 1894)
- P. rasta Evans, 1937
- P. robustus Neave, 1910
- P. rossii Belcastro, 1986
- P. shona Evans, 1937
- P. tina Evans, 1937